# ジュメイラ・モスク

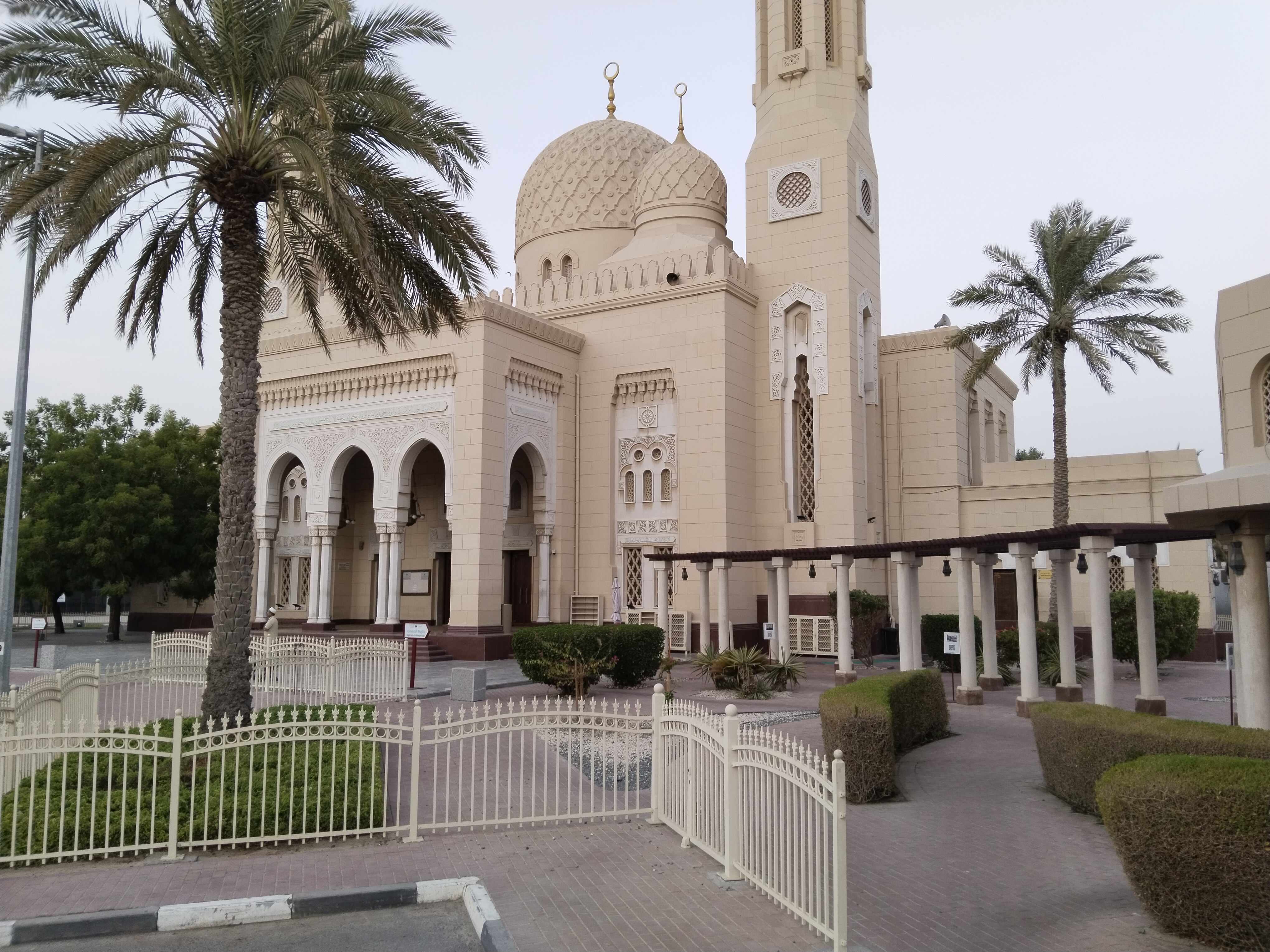

ジュメイラ・モスク（アラビア語: مسجد جميرا，英語: Jumeirah Mosque）はアラブ首長国連邦のドバイのジュメイラ地区にあるモスク。
ファーティマ朝時代の様式で建てられたイスラム教の礼拝堂で、約1200人が同時に礼拝できる規模である。1976年に建設が始められ、1979年に完成した。中央の大ドームと2本のミナレットが特徴的な、ドバイで最も美しいモスクのひとつと言われる。
モスク内部の見学はツアー形式のみで、金曜以外の毎日AM10時から75分間かけて行われる。

## アクセス
- RTAバス 8, 88, X28系統[4] ジュメイラ・モスク バス停下車
- ドバイ・メトロ ワールド・トレード・センター駅の西北西 約2.2km